# Port lotniczy San Juan de la Maguana
Port lotniczy San Juan de la Maguana (IATA: SJM, ICAO: MDSJ) – port lotniczy położony w San Juan de la Maguana, w prowincji San Juan, w Dominikanie.